# Praia (municipi)
Praia és un concelho (municipi) de Cap Verd. Està situada a la part meridional de l'illa de Santiago. La seu és a la vila dePraia, capital del país. El municipi consta d'una sola freguesia (parròquia), Nossa Senhora da Graça. Limita al nord amb São Domingos, a l'oest amb Ribeira Grande de Santiago i al sud i oest amb l'oceà Atlàntic.

## Demografia
| Població del municipi de Praia (1940—2013) | Població del municipi de Praia (1940—2013) | Població del municipi de Praia (1940—2013) | Població del municipi de Praia (1940—2013) | Població del municipi de Praia (1940—2013) | Població del municipi de Praia (1940—2013) | Població del municipi de Praia (1940—2013) | Població del municipi de Praia (1940—2013) | Població del municipi de Praia (1940—2013) |
| ------------------------------------------ | ------------------------------------------ | ------------------------------------------ | ------------------------------------------ | ------------------------------------------ | ------------------------------------------ | ------------------------------------------ | ------------------------------------------ | ------------------------------------------ |
| 1940                                       | 1950                                       | 1960                                       | 1970                                       | 1980                                       | 1990                                       | 2000                                       | 2010                                       | 2013                                       |
| 18.208                                     | 17.179                                     | 24.872                                     | 39.911                                     | 57.748                                     | 71.276                                     | 106.348                                    | 130.271                                    | 143.790                                    |

## Història
El Municipi de Praia és un dels municipis més antics de tot Cap Verd. Es va crear en el segle xviii, quan la vila de Santa Maria es va convertir en una ciutat, i al mateix temps, la nova capital de Cap Verd. A través de la seva història, el municipi ha estat successivament reduït a causa d'augment demogràfic.
A la fi del segle xix, aquest municipi la meitat del sector sud de l'illa, mentre que el nord va ser ocupat per Santa Catarina. L'any 1971 les dues parròquies del nord de Praia es van separar i van formar el municipi de Santa Cruz. En 1988, altres dues parròquies al nord de Praia es van separar i van crear el municipi de São Diumenges. En 2005, un altre parell de parròquies van crear el nou municipi de Ribeira Grande de Santiago.

## Política
Des de 2008, el Moviment per la Democràcia És el partit governant amb el 61.6% a les últimes eleccions.

### Assemblea Municipal
|                            | 2004 % | 2004 escons | 2008 % | 2008 escons | 2012 % | 2012 escons |
| -------------------------- | ------ | ----------- | ------ | ----------- | ------ | ----------- |
| Moviment per la Democràcia | 43.3   | 9           | 48.4   | -           | 59.8   | 13          |
| PAICV                      | 51.37  | 11          | 47.3   | -           | 35.4   | 8           |
| UCID                       | 0.48   | 0           | 2.1    | 0           | 2.1    | 0           |
| PTS                        | -      | -           | 0.5    | 0           | 0.2    | 0           |
| PCD-PRD                    | 4.86   | 1           | -      | -           | -      | -           |

### Municipalitat
|                            | 2004 % | 2004 seats | 2008 % | 2008 escons | 2012 % | 2012 escons |
| -------------------------- | ------ | ---------- | ------ | ----------- | ------ | ----------- |
| Moviment per la Democràcia | 43.1   | 0          | 49.0   | 9           | 61.6   | 9           |
| PAICV                      | 52.05  | 9          | 47.6   | 0           | 34.3   | 0           |
| UCID                       | 0.5    | 0          | 0.9    | 0.          | 2.1    | 0           |
| PTS                        | -      | -          | 0.0    | 0           | 0.2    | 0           |
| PCD-PRD                    | 4.35   | 0          | -      | -           | -      | -           |